# Gail Russell
Gail Russell (ur. 21 września 1924 w Chicago; zm. 26 sierpnia 1961 w Brentwood, Los Angeles) – amerykańska aktorka filmowa i telewizyjna.

## Życiorys
Gail Russell (właśc. Elizabeth L. Russell) urodziła się w Chicago. Jeje ojcem był George Russell, a matką - Gladys (Barnet) Russell. Kiedy była nastolatką rodzina przeprowadziła się do Los Angeles. Już w 1942 jej ponadprzeciętna uroda przyciągnęła zainteresowanie ze strony ludzi z Paramount Pictures. Pomimo tego, że była bardzo nieśmiała i nie miała żadnego doświadczenia aktorskiego, wytwórnia wiązała z nią duże nadzieje i zatrudniła trenera aktorskiego, który podjął pracę zmierzającą do uczynienia z niej gwiazdy filmowej.
W wieku zaledwie 19 lat, w 1942 zagrała w pierwszym filmie (Henry Aldrich Gets Glamour). W ciągu kilku następnych lat pojawiła się w kilku innych filmach, z których wymienić należy: The Uninvited z 1944 (u boku Ray Millanda) oraz Our Hearts Were Young and Gay z tego samego roku, w którym wystąpiła razem z Dianą Lynn. W kolejnych latach pojawiała się w bardziej popularnych filmach: Calcutta z 1947 (partnerował jej Alan Ladd) oraz w dwóch filmach u boku Johna Wayne'a Angel and the Badman (Anioł i złoczyńca) z 1947 i Wake of the Red Witch z 1948.

## Filmografia
| Rok  | Tytuł                                         | Rola                  | Uwagi                                    |
| ---- | --------------------------------------------- | --------------------- | ---------------------------------------- |
| 1943 | Henry Aldrich Gets Glamour                    | Virginia Lowry        | Tytuł alternatywny: Henry Gets Glamour   |
| 1944 | Lady in the Dark                              | Barbara (at 17)       |                                          |
| 1944 | The Uninvited                                 | Stella Meredith       |                                          |
| 1944 | Our Hearts Were Young and Gay                 | Cornelia Otis Skinner |                                          |
| 1945 | Salty O’Rourke (Dżokejska miłość)             | Barbara Brooks        |                                          |
| 1945 | The Unseen                                    | Elizabeth Howard      |                                          |
| 1946 | Our Hearts Were Growing Up                    | Cornelia Otis Skinner |                                          |
| 1946 | The Bachelor's Daughters                      | Eileen                | Tytuł alternatywny: Bachelor Girls       |
| 1947 | Angel and the Badman (Anioł i złoczyńca)      | Penelope Worth        | Tytuł alternatywny: Angel and the Outlaw |
| 1947 | Calcutta                                      | Virginia Moore        |                                          |
| 1948 | Moonrise                                      | Gilly Johnson         |                                          |
| 1948 | Night Has a Thousand Eyes                     | Jean Courtland        |                                          |
| 1948 | Wake of the Red Witch                         | Angelique Desaix      |                                          |
| 1949 | Song of India                                 | Princess Tara         |                                          |
| 1949 | El Paso                                       | Susan Jeffers         |                                          |
| 1949 | The Great Dan Patch                           | Cissy Lathrop         | Tytuł alternatywny: Ride a Reckless Mile |
| 1950 | Captain China                                 | Kim Mitchell          |                                          |
| 1950 | The Lawless (Poza prawem)                     | Sunny Garcia          | Tytuł alternatywny: The Dividing Line    |
| 1951 | Air Cadet                                     | Janet Page            | Tytuł alternatywny: Jet Men of the Air   |
| 1956 | Studio 57                                     |                       | Epizod: „Time, Tide and a Woman”         |
| 1956 | Seven Men from Now (Siedmiu ludzi do zabicia) | Annie Greer           |                                          |
| 1957 | The Tattered Dress                            | Carol Morrow          |                                          |
| 1958 | No Place to Land                              | Lynn Dillon           | Tytuł alternatywny: Man Mad              |
| 1960 | The Rebel                                     | Cassandra             | Epizod: „Noblesse Oblige”                |
| 1960 | Manhunt                                       | Mrs. Clarke           | Epizod: „Matinee Mobster”                |
| 1961 | The Silent Call                               | Flore Brancato        |                                          |